# اچ‌ام‌اس اسپاروهاوک (۱۹۱۲)
اچ‌ام‌اس اسپاروهاوک (۱۹۱۲) (به انگلیسی: HMS Sparrowhawk (1912)) یک کشتی بود که طول آن ۲۶۷ فوت ۶ اینچ (۸۱٫۵۳ متر) بود. این کشتی در سال ۱۹۱۲ ساخته شد.